# 美保館
美保館（みほかん）は、松江市美保関町美保関にある老舗旅館。本館と旧本館は、2004年、営業中の旅館としては、島根県では初めて国の登録有形文化財に登録された。古民家をリノベーションした貸切宿やゲストハウス、ショットバー、キャンプ場などを展開している。

## 歴史
平安末期、源氏方の将であった松田十郎藤原朝臣定秀（まつだじゅうろうふじわらのあそんさだひで）が石橋山の戦い（治承4年・1180年）で敗走し、美保関に定住したのが、定秀家初代として記録されている（定秀家文書・島根大学所蔵）。二代目より「定秀」を苗字とし、現在の当主が四十六代。室町時代、「東」の屋号で大陸や東方の港との貿易を行い、並行して行政との折衝、各種商店両替商などの役割をするようになる。「東」は「古東館」として現在も美保関内に存在し、保冷庫としての役割を担った風穴を備えた広大な敷地が残っている。室町時代～江戸時代～明治時代と、日鮮貿易や北前船交易で発展し、北國七か国との貿易を担った「北國屋」つづいて泉州一帯との貿易を担った「和泉屋」と事業を展開。当時の日本で主要な港との取引を有する廻船問屋、船宿となった。その傍らで地元では、塩屋、油屋、造り酒屋、その他さまざまな商売を手掛けている。捕鯨、両替商なども行っていたと当時の記録に残っている。
「東」、「北國屋」、「和泉屋」と海運を主軸に事業を展開していたが、明治後期に山陰に鉄道が敷かれたことにより、海運の衰退を予期した定秀寛一・ナツ夫妻が、美保関で初めての本格旅館として旅館 美保館を開業し現在に至る。本館は明治38年（1905年）着工、同41年（1908年）にお披露目をし営業を開始している。
古くから数多くの文人墨客が訪れ、その足跡を残していることでも知られており、島崎藤村の紀行「山陰土産」等にもその名が残されている。

## 美保館　本館　（国登録有形文化財・松江市登録歴史的建造物）
美保神社から仏谷寺までを結ぶ青石畳通りに面した数奇屋風建築で、個性的な玄関と、ガラス天井の中央ホールが強い印象を与える。二階にはホールを囲むように回廊が備えられ、美保湾を見渡すように大広間を擁している。その他、中広間３間、小部屋４間を擁す。

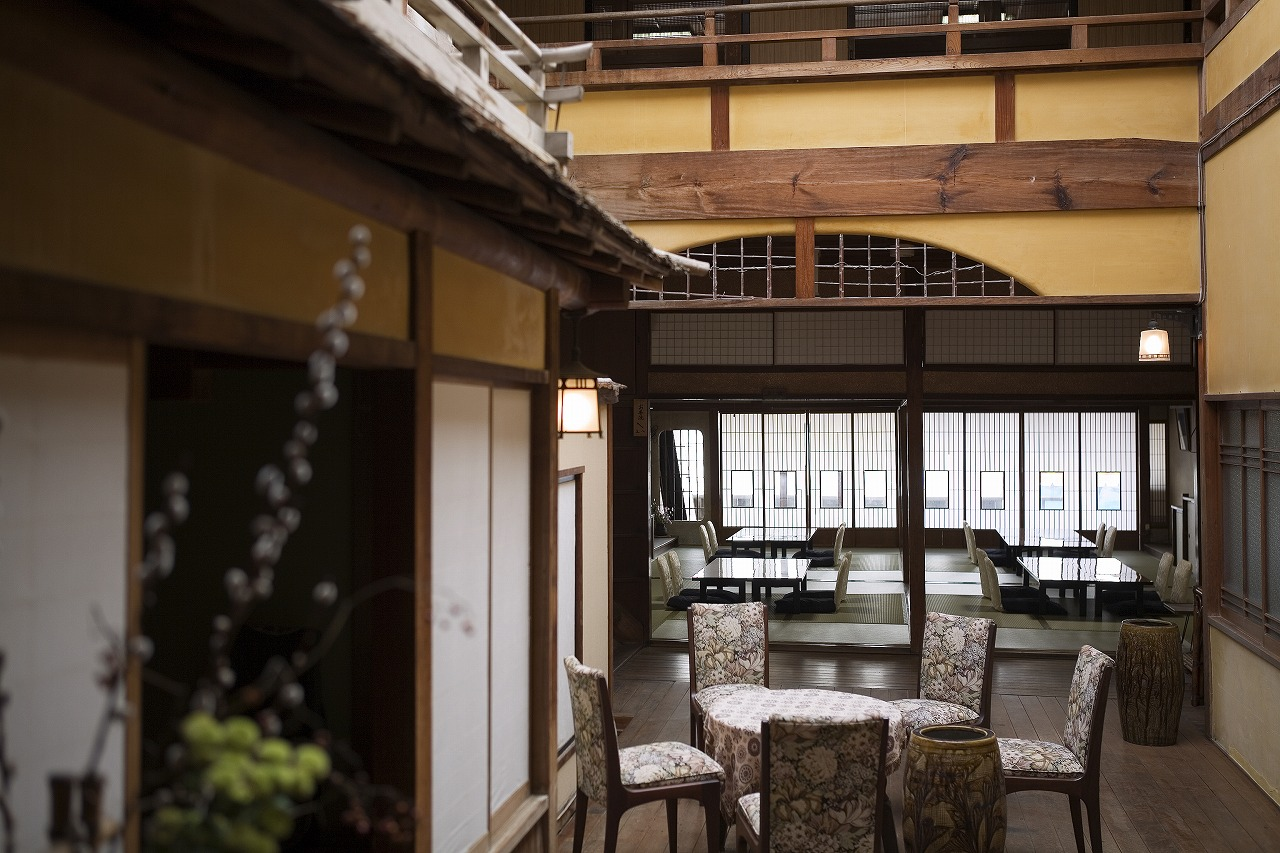
文化財の館 美保館 本館アトリウム

現在は後述する隣接新館・貸切古民家群にて旅館業務を行い、それら宿泊客の朝食会場として本館を利用している。また、宴席の会場としても利用され、主にその建築様式を活かした純和風の結婚披露宴会場やコンサート、各種イベントの会場にも利用されている。
館内には専用の厨房も併設され、150名規模の宴席まで可能としている。１階にはバーも新設されている。

## 美保館　新館

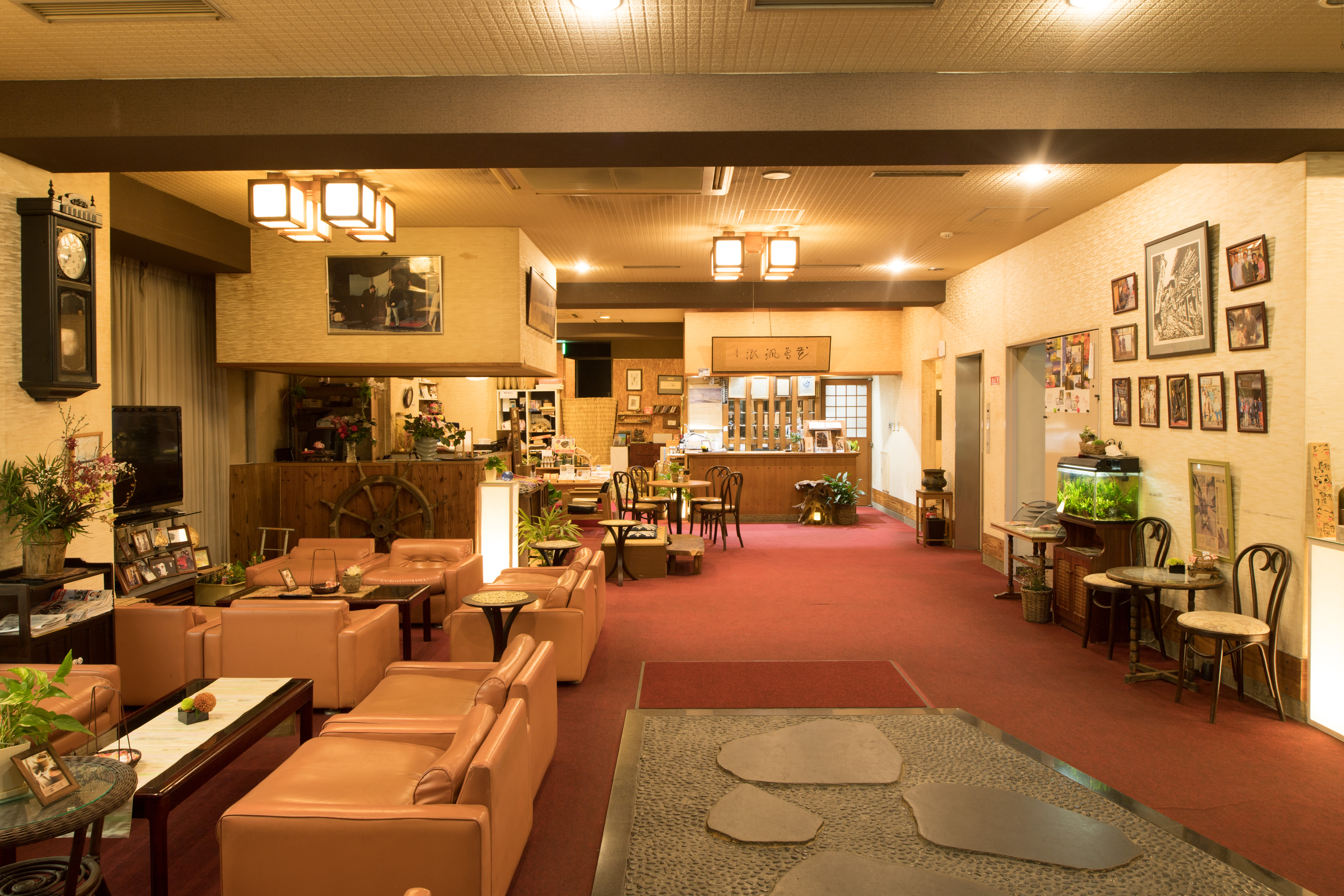
美保館新館のロビー。海と石畳に面している。

昭和後期に建てられた七階建ての宿泊施設。本館と同じく青石畳通りに面し、正面玄関は美保関港に面している。２～６階に客室が配され、七階に展望大浴場、屋上に貸切露天風呂を有している。どの浴場も一面に海を臨むロケーションとなっている。古民家群やキャンプ場など他施設のフロント業務も兼ねる。

## 別邸　和泉屋（国登録有形文化財）旧 美保館旧館
青石畳通り、本館の向いにある文化財の宿。現在は一日一組貸切の宿として運営している。吊り天井に続く屋根裏部屋や大きな地下倉庫など特徴的な造りが随所にみられる。当時の面影を強く残したままリノベーションされ、島根県立松江農林高校園芸科の生徒がデザイン・施工した庭や、専用の半露天風呂などが新設されている。

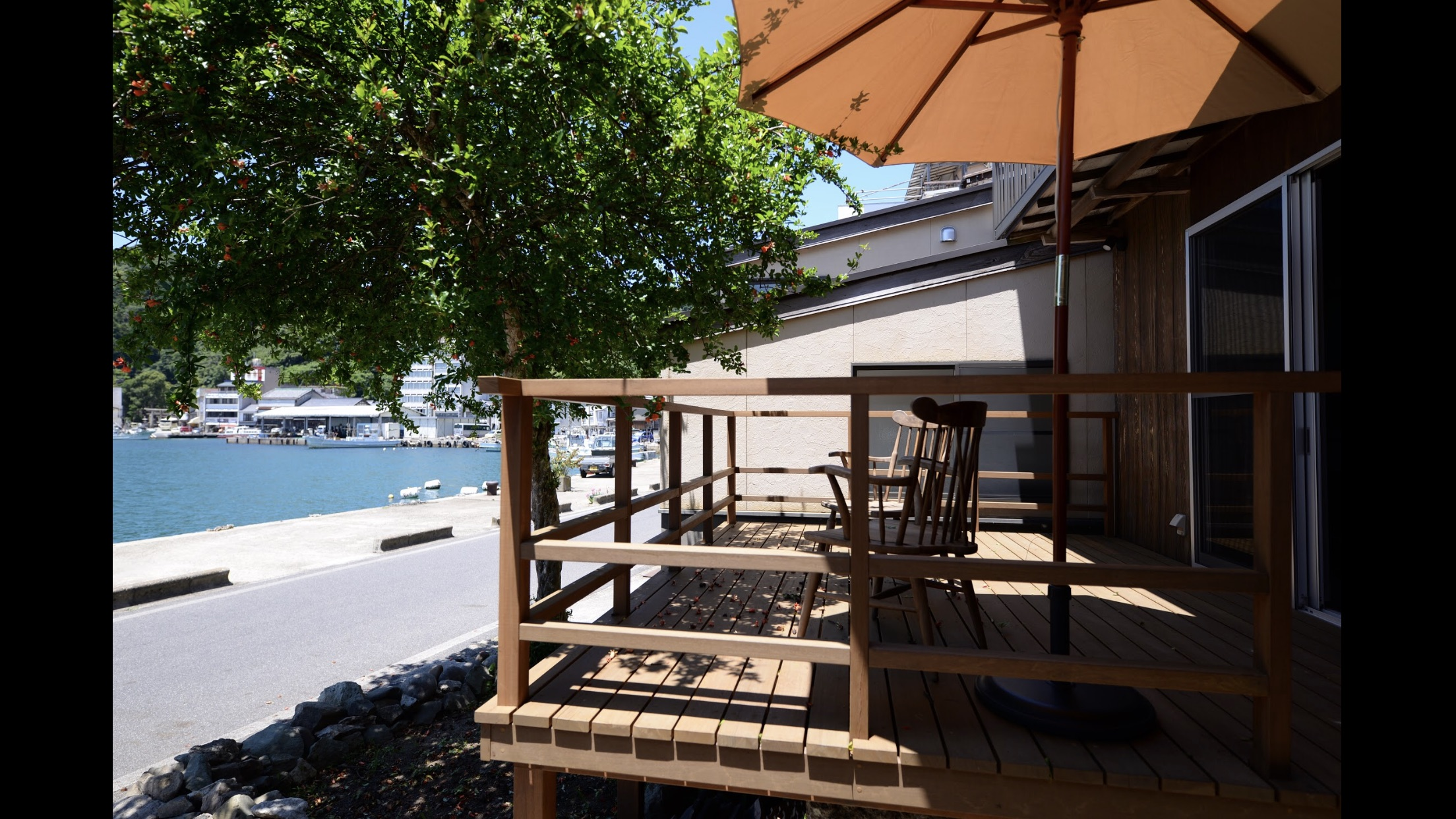
大正元年の宿　柘榴（ざくろ）。テラスから柘榴の木越しに海を臨む。キッチンや檜風呂も備えた貸切宿。

## 別邸　大正館　柘榴
青石畳通りから東方に続く路地にある一棟貸の古民家宿。大正元年の建物を、島根大学総合理工学部建築学科の生徒を中心にデザイン、施工している。客室やテラスから海が一望でき、庭にはシンボルツリーの柘榴（ざくろ）が特徴的。建屋が大きく、１４名まで宿泊可能としており、リノベーションによりキッチンやヒノキの内風呂なども設置されている。

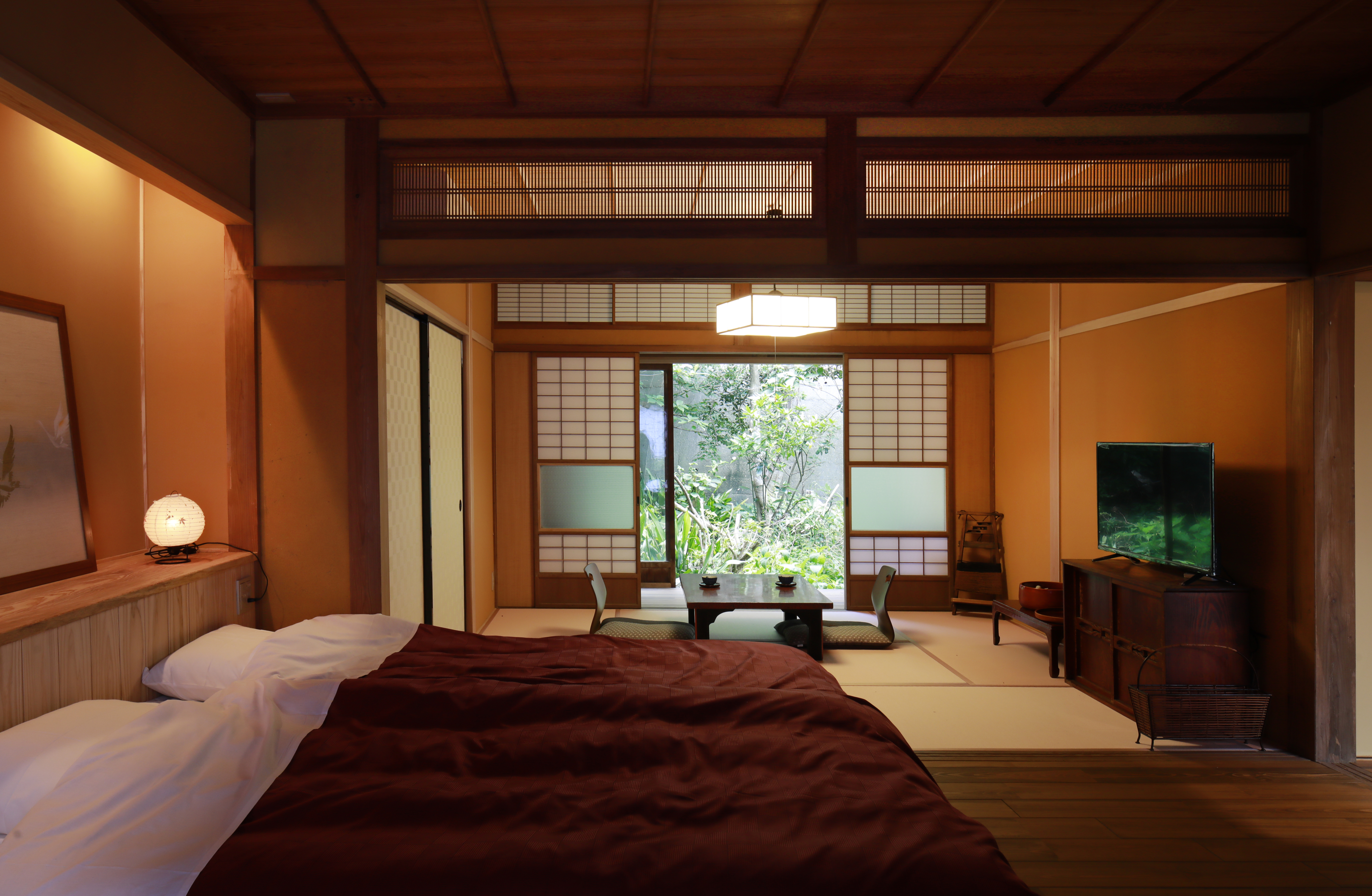
美保館別邸　月那離宮。

## 別邸　月那離宮
同じく青石畳通りから東方に続く路地にある一棟貸の古民家宿。明治建立・昭和初期に移築されたと言われている。旅館として建てられており、玄関の唐破風など本館と酷似した風格となっている。２名宿泊を基本に６名の宿泊まで対応可能としている。庭は松江農林高校園芸科の生徒がデザイン・施工している。

## 別邸　入江坂本屋
青石畳通りにある、江戸時代建立の一棟貸の古民家宿。一階に商店、二階が宿泊施設となっている。棟札から１８４５年に建てられたことがわかっている。

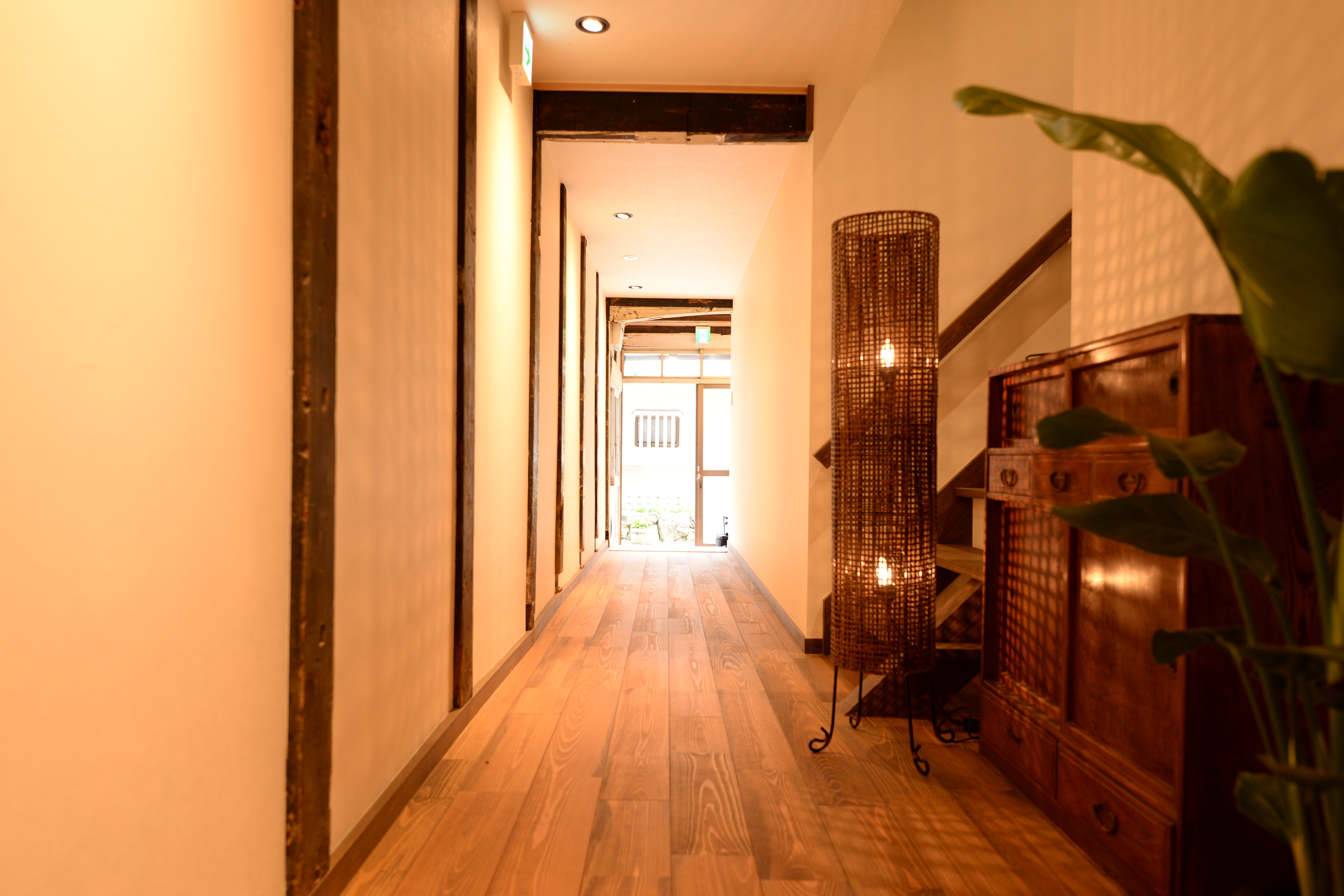
個室型ゲストハウス神邑KAMIMURA。１～３名部屋を５室有する。

## ゲストハウス　神邑　KAMIMURA
青石畳通りにある、明治時代建立の古民家をリノベーションした個室型ゲストハウス。１～３名利用の個室５部屋と共有スペースから成っている。

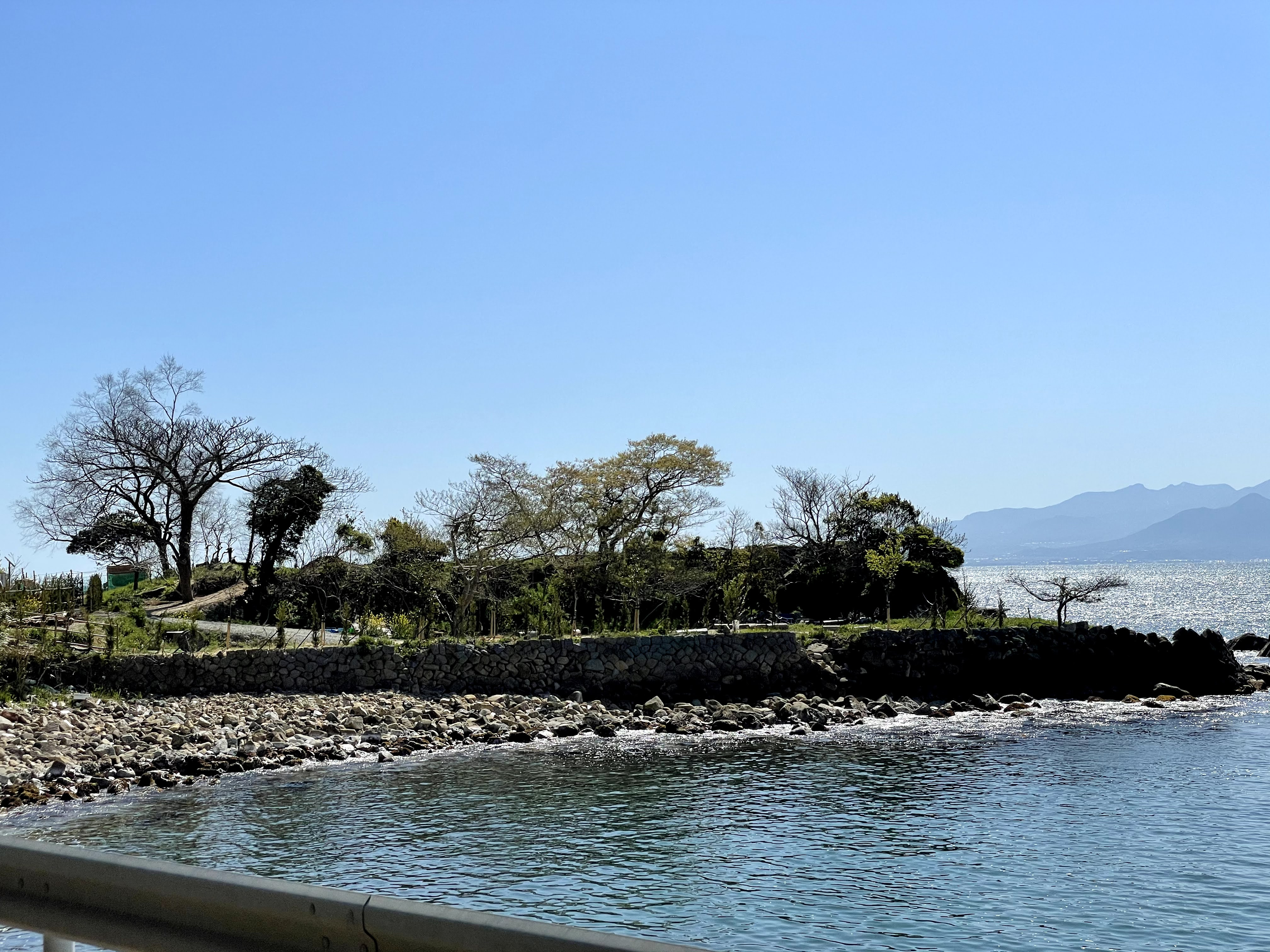
美保関キャンプサイト。３方向を海に囲まれている。

## 美保関キャンプサイト・風ヶ浦キャンプ場
美保関男女岩近くにある海を臨むキャンプサイト。東に大山、西に境水道を臨む絶景の中でキャンプを楽しめる。釣りや磯遊びにも好立地。一角でヤギが飼育されており、雰囲気を盛り立てている。美保館でのチェックインの後、誘導してもらえる。キャンプサイトの真横まで車が停車できるオートキャンプ場となっている。